# Survo
Een Survo-puzzel is een logische puzzelsoort.
Bij een Survopuzzel moet een m × n - tabel worden gevuld met de gehele getallen 1, 2, ..., m · n , zodat elk van deze getallen slechts een keer voorkomt en de som van elke rij- en kolom gelijk is aan de gehele getallen die op de onderkant en de rechter zijde van de tabel. Vaak worden enkele van de gehele getallen direct in de tabel opgenomen om de oplossing gemakkelijker te maken.
Tot op zekere hoogte lijken Survo-puzzels op Sudoku- en Kakuropuzzels. De getallen die in de oplossing worden gebruikt, zijn echter niet beperkt tot 1, 2, ..., 9 en de grootte van het puzzeldiagram is meestal erg klein. Het oplossen van Survopuzzels heeft ook te maken met het maken van magische vierkanten.
De moeilijkheidsgraad van Survopuzzels kan sterk verschillen. Eenvoudige puzzels voor scholieren zijn pure oefeningen optellen en aftrekken, terwijl moeilijke puzzels ook een goede beredenering vergen. De moeilijkste Survopuzzels kunnen niet worden opgelost zonder computers.
Bepaalde eigenschappen van het Survosysteem, zoals computergebruik en de COMB-bewerking, die bijvoorbeeld beperkte partities maken, ondersteunen het oplossen van Survopuzzels.
De puzzel werd bedacht door Seppo Mustonen en verscheen voor het eerst in 2006. De naam van de puzzel verwijst naar het Survosysteem van Mustonen op het gebied van computers en statistiek.
Survopuzzels verschenen in Finland vanaf september 2006 regelmatig in Ilta-Sanomat en in het wetenschappelijke tijdschrift van de Universiteit van Helsinki. Het oplossen van Survopuzzels was een van de drie hoofdonderwerpen bij het nationale toelatingsexamen van de Finse universiteiten in computerwetenschappen (2009 ).

## Voorbeeld
Hieronder een eenvoudige Survopuzzel met 3 rijen en 4 kolommen:
|   | A  | B  | C  | D  |    |
| 1 |    | 6  |    |    | 30 |
| 2 | 8  |    |    |    | 18 |
| 3 |    |    | 3  |    | 30 |
|   | 27 | 16 | 10 | 25 |    |

Nummers 3, 6 en 8 zijn vooraf ingevuld. De taak is om de overblijvende getallen van 1-12 (3×12) op hun plaats te zetten, zodat de sommen kloppen.
De ontbrekende getallen zijn 1,2,4,5,7,9,10,11,12. Het best kan worden begonnen bij een rij of kolom met de minste ontbrekende getallen. In dit geval zijn dat de kolommen A, B en C.
Kolom A is niet gunstig omdat de som 19 van ontbrekende getallen volgens de regels op verschillende manieren mogelijk is (bijv. 19 = 7 + 12 = 12 + 7 = 9 + 10 = 10 + 9). In kolom B is de som van ontbrekende getallen 10 slechts mogelijk door 10 = 1 + 9 aangezien de andere alternatieven 10 = 2 + 8 = 3 + 7 = 4 + 6 niet worden geaccepteerd vanwege getallen die al in de tabel staan. Nummer 9 kan niet in rij 2 worden geplaatst, omdat de som van deze rij dan de waarde 18 zou overschrijden. Daarom is de enige keuze om de oplossing te beginnen met
|   | A  | B  | C  | D  |    |
| 1 |    | 6  |    |    | 30 |
| 2 | 8  | 1  |    |    | 18 |
| 3 |    | 9  | 3  |    | 30 |
|   | 27 | 16 | 10 | 25 |    |

Nu heeft kolom A maar één alternatief 27 - 8 = 19 = 7 + 12 = 12 + 7. Nummer 7 kan niet in rij 1 staan omdat de som van ontbrekende getallen in die rij 30 - 7 - 6 = 17 zou zijn en dit staat geen eigen partitie toe. Zo ontstaat
|   | A  | B  | C  | D  |    |
| 1 | 12 | 6  |    |    | 30 |
| 2 | 8  | 1  |    |    | 18 |
| 3 | 7  | 9  | 3  |    | 30 |
|   | 27 | 16 | 10 | 25 |    |

Dit houdt in dat het laatste getal in de laatste rij 30 - 7 - 9 -3 = 11 moet zijn:
|   | A  | B  | C  | D  |    |
| 1 | 12 | 6  |    |    | 30 |
| 2 | 8  | 1  |    |    | 18 |
| 3 | 7  | 9  | 3  | 11 | 30 |
|   | 27 | 16 | 10 | 25 |    |

In de eerste rij is de som van de ontbrekende getallen 30 - 12 - 6 = 12. De mogelijke partitie is 12 = 2 + 10 en dus komt nummer 2 in kolom C te staan; 10 op deze plaats is te veel voor de kolomsom.
|   | A  | B  | C  | D  |    |
| 1 | 12 | 6  | 2  | 10 | 30 |
| 2 | 8  | 1  |    |    | 18 |
| 3 | 7  | 9  | 3  | 11 | 30 |
|   | 27 | 16 | 10 | 25 |    |

De oplossing kan dan eenvoudig worden voltooid:
|   | A  | B  | C  | D  |    |
| 1 | 12 | 6  | 2  | 10 | 30 |
| 2 | 8  | 1  | 5  | 4  | 18 |
| 3 | 7  | 9  | 3  | 11 | 30 |
|   | 27 | 16 | 10 | 25 |    |

Eenvoudige rekenkunde en eenvoudige redeneringen zijn dus voldoende om eenvoudige Survopuzzels zoals deze op te lossen.

## Eigenschappen van Survopuzzels
De regels van Survo zijn algemener dan die van Sudoku. Het diagram is altijd rechthoekig van vierkant en veel kleiner dan in Sudoku en Kakuro.
De oplossingsstrategieën zijn afhankelijk van de moeilijkheidsgraad van de puzzel. In hun eenvoudigste vorm, zoals in het volgende 2 × 3 geval (moeilijkheidsgraad 0) zijn Survopuzzels oefeningen in optellen en aftrekken.
|   |   | 3 | 9  |
|   | 6 |   | 12 |
| 9 | 7 | 5 |    |

De open 3×4 Survopuzzel (moeilijkheidsgraad 150):
|    |    |    |    | 24 |
|    |    |    |    | 15 |
|    |    |    |    | 39 |
| 21 | 10 | 18 | 29 |    |

waar geen nummers vooraf zijn ingevuld, is veel moeilijker. Hij heeft ook maar één oplossing.
Het probleem kan worden opgelost door enkele getallen vooraf in te vullen, bijvoorbeeld:
| 7  |    | 5  |    | 24 |
|    | 1  |    | 8  | 15 |
|    |    | 11 |    | 39 |
| 21 | 10 | 18 | 29 |    |

Dat maakt de opdracht een stuk eenvoudiger (moeilijkheidsgraad 0)